# رينبو تاون (فلم)
رينبو تاون (بالإنجليزية: Rainbow Town) هو فيلم وثائقي ليبيري عُرض للمرة الأولى عام 2010 من إخراج لورين سلمون روبرتس.

## القصّة
في بلدٍ تمزقه الحرب حيث يُقتل الناس ويُترَك أطفالهم أيتامًا، لا يستطيع الأيتام مواجهة التحديات التي تأتي في طريقهم حتى يبدأون في الموت مع مرور الوقت. احتاج الأمر لسيدة واحدة هي التي مكَّنت الأيتام من الاعتقاد بوجود نورٍ بعد النفق رغم التحديات التي يواجهونها.

## طاقم التمثيل
هذه قائمةٌ بأبرز الممثلين والممثلات الذين شاركوا في تصوير الفيلم:
- إلين جونسون سيرليف
- تايلور جونسون
- أليس جوزيف
- فيث كولة